# Ernest Mabouka
Ernest Olivier Bienvenu Mabouka Massoussi (Douala, 1988. június 16. –) kameruni válogatott labdarúgó, aki jelenleg az MŠK Žilina játékosa.

## Pályafutása
A Les Astres csapatában nevelkedett, majd itt is lett profi játékos. 2010 nyarán a szlovák MŠK Žilina csapatába igazolt. 2011. február 26-án debütált a bajnokságban a Tatran Prešov ellen 2-0-ra elvesztett mérkőzésen. 2013. augusztus 4-én megszerezte első bajnoki találatát a Dukla Banska Bystrica együttese ellen.

## Válogatott
Hugo Broos szövetségi kapitány úgy hívta meg a kameruni labdarúgó-válogatottba, amely a 2017-es afrikai nemzetek kupájára készült, hogy előtte egyetlen alkalommal lépett pályára a nemzeti válogatottban. 2017. január 5-én a kongói DK labdarúgó-válogatott ellen debütált egy felkészülési mérkőzésen. A tornán a burkina Fasó-i labdarúgó-válogatott elleni első csoportmérkőzésen kezdőként végig a pályán volt.

## Sikerei, díjai

### Klub
- MŠK Žilina
  - Szlovák bajnok: 2011-12
  - Szlovák kupa: 2011-12
  - Szlovák szuperkupa: 2010

### Válogatott
- Kamerun
  - Afrikai nemzetek kupája: 2017